# Piotr Kapitsa
Piotr Leonídovich Kapitsa (en ruso: Пётр Леонидович Капица, en rumano: Petre Căpiţă; Kronstadt, 8 de julio de 1894-Moscú, 8 de abril de 1984) fue un físico ruso que descubrió la superfluidez con contribuciones de John F. Allen y Don Misener en 1937.
En 1978 recibió el premio Nobel de Física por su trabajo en física de baja temperatura.

## Vida profesional
Trabajó con Ernest Rutherford. En Inglaterra desarrolló un método para la producción de campos magnéticos de alta intensidad que utilizó para la producción de frío intenso.
En 1930 fue nombrado profesor numerario de la Universidad de Cambridge.
En 1935 regresó a la URSS y se especializó en física atómica y rayos cósmicos en un laboratorio situado en los Urales. Dirigió en Instituto de Problemas Físicos.